# Jacques Balsan
Pour les articles homonymes, voir Balsan.
Pour les autres membres de la famille, voir Famille Balsan.
Louis Jacques Balsan est un aviateur français, pionnier de l’aéronautique, né à Châteauroux (Indre) le 16 septembre 1868 et mort à New York le 4 novembre 1956 des suites d’une insolation.
En 1921, à Londres, il devint le second époux de la milliardaire américaine Consuelo Vanderbilt, divorcée du 9e duc de Marlborough, cousin de Winston Churchill ; vers 1930, ce dernier peint seul ou avec Paul Maze les environs du domaine de Saint-Georges-Motel près de Dreux, résidence estivale des Balsan.

## Biographie

### Sa famille
Jacques Balsan, fils d'Auguste Balsan et de Marie Dupuytren (sœur de Raymond Dupuytrem), est issu d’une dynastie industrielle drapière,. Il est le cousin germain de Roger Dutilleul.
Après avoir repris en 1856 l’ancienne Manufacture royale (1751) de drap de Châteauroux, la famille Balsan va, pendant près d’un siècle, y fabriquer du drap cardé destiné à la confection des tenues de l’administration et aux uniformes militaires ; c’est dans les ateliers de Châteauroux que « Balsan » a mis au point pendant la Première Guerre mondiale le fameux drap bleu horizon.
Son frère Étienne Balsan fut le compagnon et le premier protecteur de Gabrielle Chanel, qui fréquenta également l'aristocratie anglaise en la personne du duc de Westminster.

### Engagé volontaire
Cavalier émérite et grand sportif, Jacques rejoint le 7 novembre 1888, en tant qu’engagé volontaire pour une durée de cinq ans, le 2e régiment de hussards à Châlons-sur-Marne (actuellement Châlons-en-Champagne).

### Grand voyageur

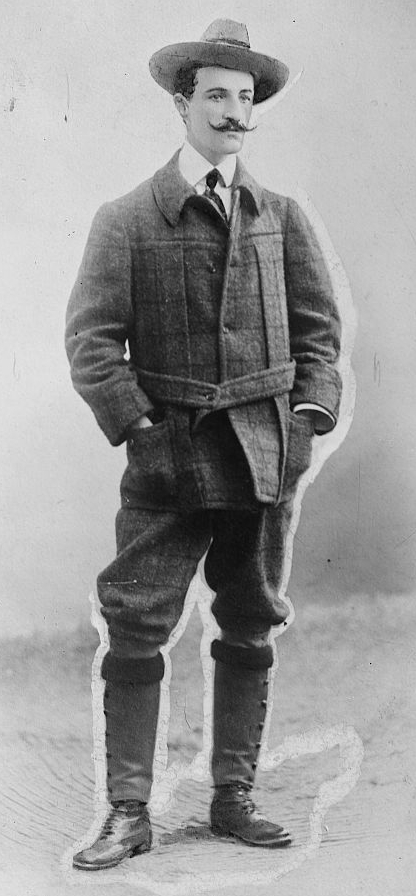
Jacques Balsan.

Libéré en 1892 avec le grade de sous-lieutenant, il parcourt le Globe pour le compte de l'entreprise lainière familiale, à la recherche de laines de qualité (Amérique du Sud, Australie, Philippines et Chine).

### Aéronaute célèbre du début du siècle
Dans le cadre des Jeux de la IIe olympiade de l’ère moderne, Jacques Balsan est présent au concours international d’aérostation qui se déroule à Paris en 1900 au moment de l'Exposition universelle internationale.
Participant entre le 17 juin et le 9 octobre 1900 à douze épreuves sur un total de quatorze, il se classe second immédiatement derrière le comte Henry de La Vaulx.
Le 23 septembre 1900, Jacques Balsan, avec comme second passager Louis Godard, à bord du ballon Le Saint-Louis, porte même le record français d’altitude à 8 558 mètres.
Le 18 février 1903, il épouse Alice Destors, arrière petite-fille de Théodore Eugène Lemaire et d'Hippolyte Ganneron.
Le 30 septembre 1906, avec son assistant Albert Corot, Jacques Balsan, à l’époque vice-président de l’Aéro-Club de France, participe depuis le jardin des Tuileries à Paris, à bord du ballon le Ville-de-Châteauroux, au premier départ de la Coupe aéronautique Gordon Bennett. L’équipage, opposé à seize autres ballons, atterrit au château de Dowe près de Singleton en Angleterre, et se classe cinquième.

### Pionnier de l’aviation

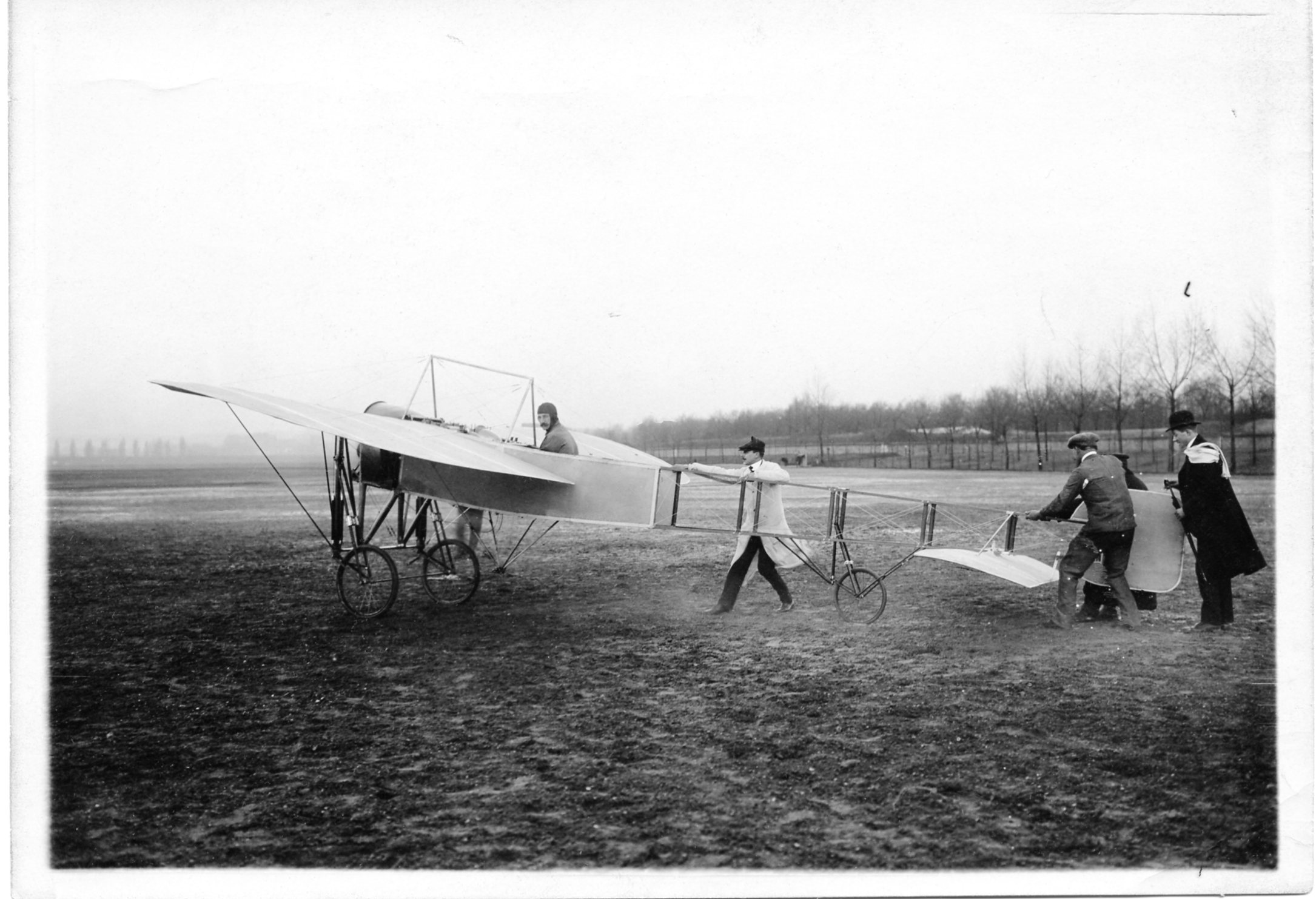
Jacques Balsan et son Blériot à Issy-les Moulineaux (septembre 1909).

Jacques Balsan achète son premier avion à Louis Blériot en 1909 ; c’est un Blériot XI type “traversée de la Manche ”.
Le 6 janvier 1910, Balsan obtient le brevet no 22 de l’Aéro-club de France à l'école Blériot de Pau.
En février 1910, à Héliopolis en Égypte, parmi douze concurrents, Balsan cumule les bons classements : il arrive deuxième du prix de la plus grande distance sans escale (prix du baron Édouard Empain) et dans le Grand Prix d'Égypte (prix de la totalisation des distances), il se classe troisième avec 139,5 km.
Début 1911, il contribue à la diffusion du sport aéronautique en créant l'Association générale aéronautique, société populaire de tourisme aérien. Cette société, placée sous le patronage de l'Aéro-club de France, s'est rapidement développée et est devenue la Ligue aéronautique de France.
Balsan accomplit ensuite deux stages volontaires sans solde au Maroc, le premier du 1er mars 1913 au 21 juin 1913, où il est attaché comme observateur à la colonne du colonel Charles Mangin au Tadla, le deuxième du 10 janvier au 5 juin 1914. Il prend part aux opérations de l’escadrille mise à la disposition du général Gouraud pour la jonction des deux Maroc (le Maroc oriental et le Maroc occidental), jonction des colonnes Baumgarten et Gouraud, qui fut effective à Taza le 13 mai 1914.

### La Première Guerre mondiale

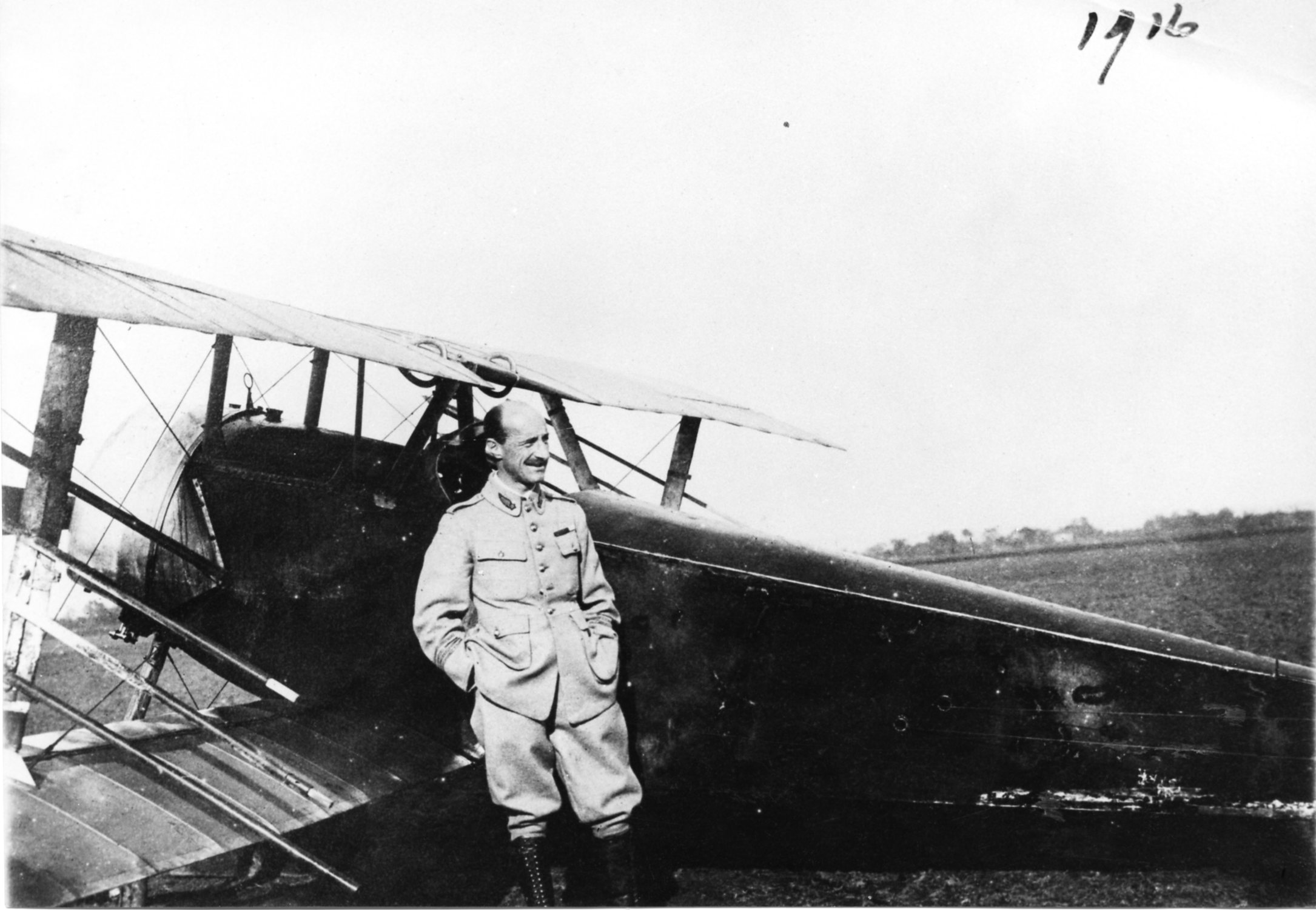
Jacques Balsan devant un Nieuport de chasse équipé de fusées contre les ballons captifs (1916).

Pendant la Première Guerre mondiale, affecté à la VIe armée du général Joseph Maunoury, Jacques Balsan fait partie de la poignée d’officiers observateurs brevetés d’état-major qui constatent le changement général d’orientation des colonnes de l’armée von Kluck au moment où s’engage la première bataille de la Marne.
Créée le 18 avril 1916, l’Escadrille 124 (l’“Escadrille américaine ”) est transformée le 6 décembre 1916 en “Escadrille Lafayette ”. L’homme qui est choisi pour la diriger est le capitaine Georges Thenault mais, si l’on en croit Victor Chapman et Georges Thenault lui-même, Jacques Balsan avait également été pressenti pour ce poste. Jacques Balsan achève la Première Guerre mondiale à la tête de la mission française aéronautique à Londres avec le grade provisoire de lieutenant-colonel.

### Retour à la vie civile

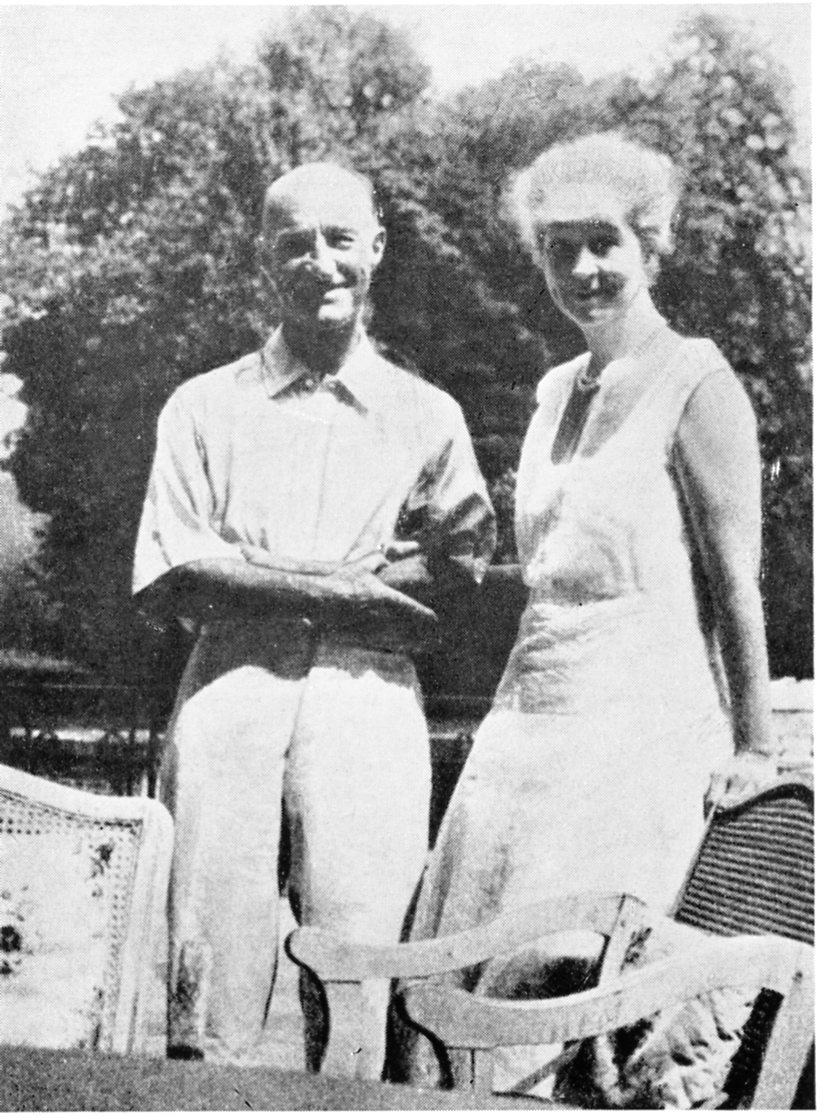
Jacques et Consuelo dans leur château de Saint-Georges-Motel, en Normandie (1930-1940).

Le 4 juillet 1921, Balsan se marie à Londres avec Consuelo Vanderbilt (1877-1964), épouse divorcée de son premier époux Charles Spencer-Churchill, duc de Marlborough.
Elle est la fille d'Alva Belmont et du milliardaire William Kissam Vanderbilt, qui gérait avec ses deux frères un vaste empire familial construit aux États-Unis dans les domaines du transport des marchandises et du chemin de fer. William Kissam Vanderbilt est également connu pour avoir été pendant la guerre l’un des principaux mécènes de l'escadrille Lafayette.
Consuelo et Balsan mènent ensuite une vie mondaine partagée entre la France et les États-Unis.
En France, Consuelo achète peu après son second mariage une propriété à Èze dans les Alpes-Maritimes et y fait aménager le château Lou Sueil ; profitant de la douceur du climat, le couple y passe en général la saison hivernale, recevant nombre de célébrités comme le duc de Connaught, le plus jeune fils de la reine Victoria, le maharajah de Kapurthala Jagatjit Singh, Charlie Chaplin, ainsi que Winston Churchill avec son épouse.
À Paris, le couple réside dans un hôtel particulier construit par l’architecte René Sergent pour Jules Steinbach, au 9, avenue Charles-Floquet dans le VIIe arrondissement, juste à côté de la tour Eiffel.
Le Pavillon Balsan de l'hôpital Foch a été renommé en souvenir de la milliardaire Consuelo Vanderbilt, sa deuxième épouse et qui fut à l'origine de la collecte de fonds pour la construction de l'hôpital.

### La Seconde Guerre mondiale
En février 1942, Balsan bien qu’âgé de 73 ans et alors que le couple est à New York, qui ne peut rester impassible devant les événements, s’engage volontairement dans les Forces aériennes françaises libres (FAFL).
En mai 1943, il quitte New York pour Londres ; à son arrivée, le colonel Balsan se retrouve affecté à l’état-major F dont le chef est le général Cochet.
En décembre 1943, au moment de la dissolution de la “Force F ”, il est muté à la mission air aux États-Unis d’Amérique, jusqu'en août 1945.

## Décorations
- Chevalier de la Légion d'honneur au titre civil, le 7 août 1913, puis officier par décret du 3 janvier 1925
- Croix de guerre 1914-1918 avec palme, 1917
- Ordre de Saint-Michel et Saint-Georges Compagnon (CMG), 1917
- Médaille colonialeMédaille coloniale, agrafe Maroc, 1914
- Médaille de l'Aéronautique promotion Santos Dumont, 1952
- Médaille commémorative des services volontaires dans la France libre 1946

## Galerie

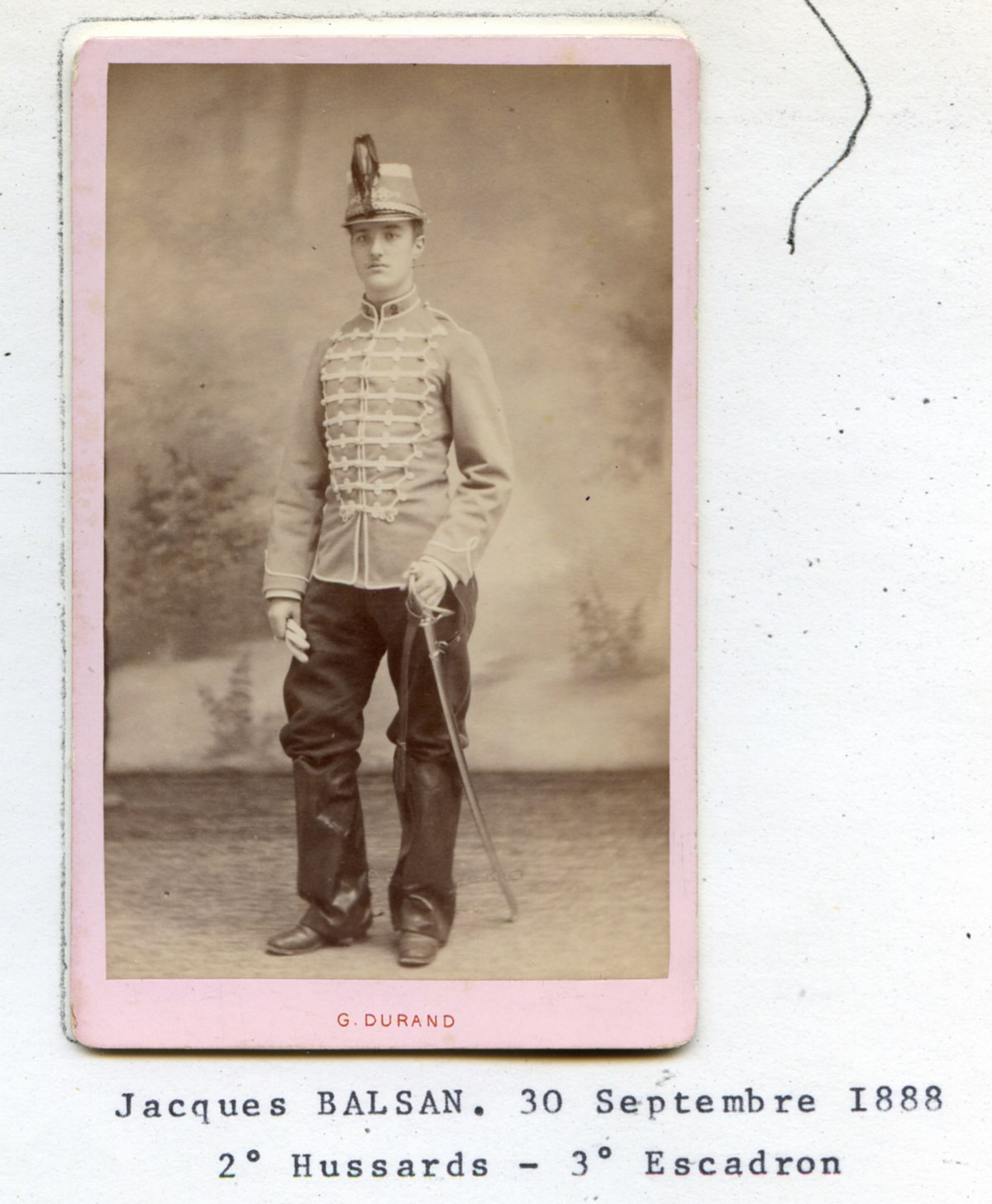
Jacques Balsan, 2e hussard, 3e escadron, Châlons (1888).
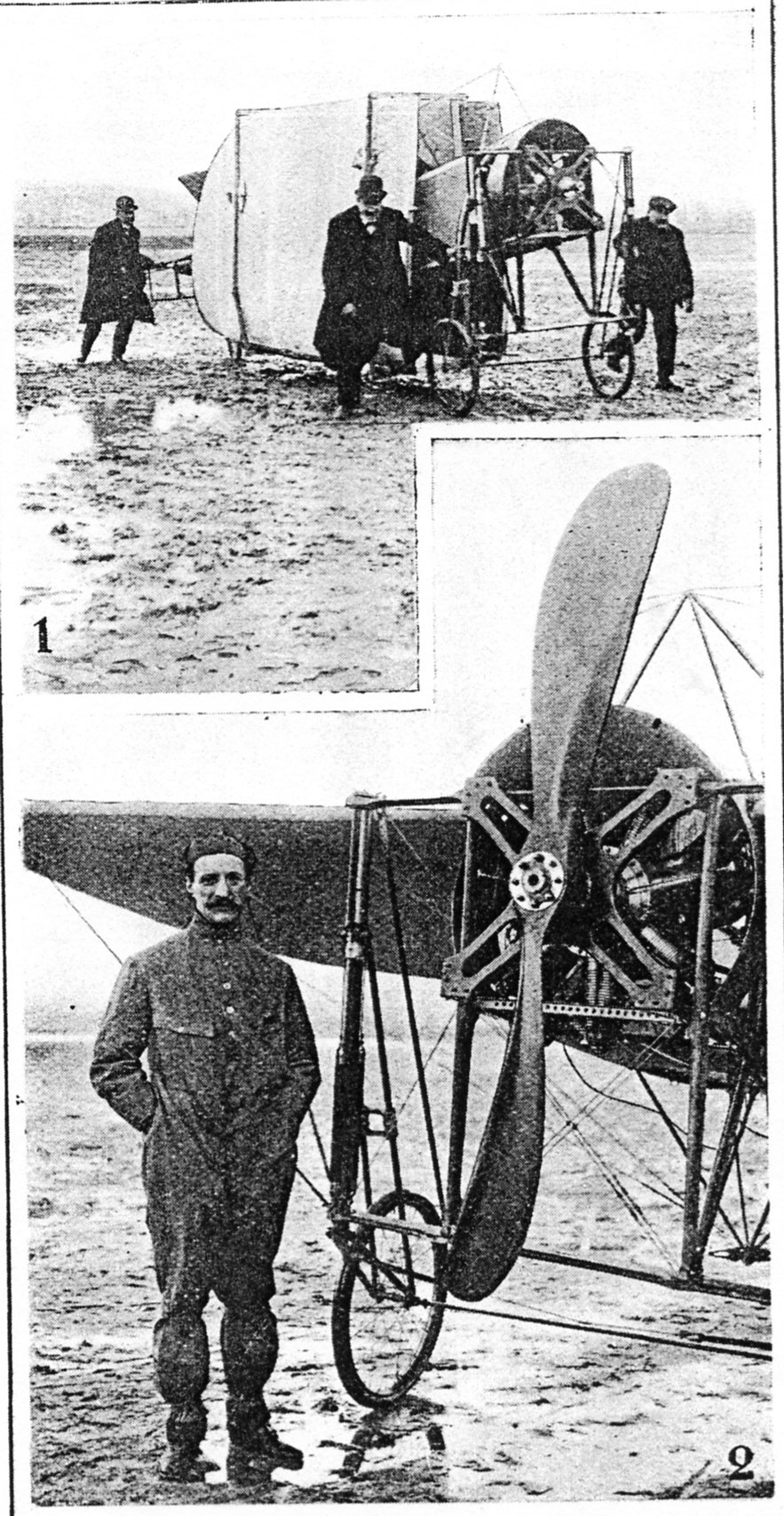
Jacques Balsan et son Blériot équipé d'un moteur Gnome, au meeting d'Héliopolis (février 1910).
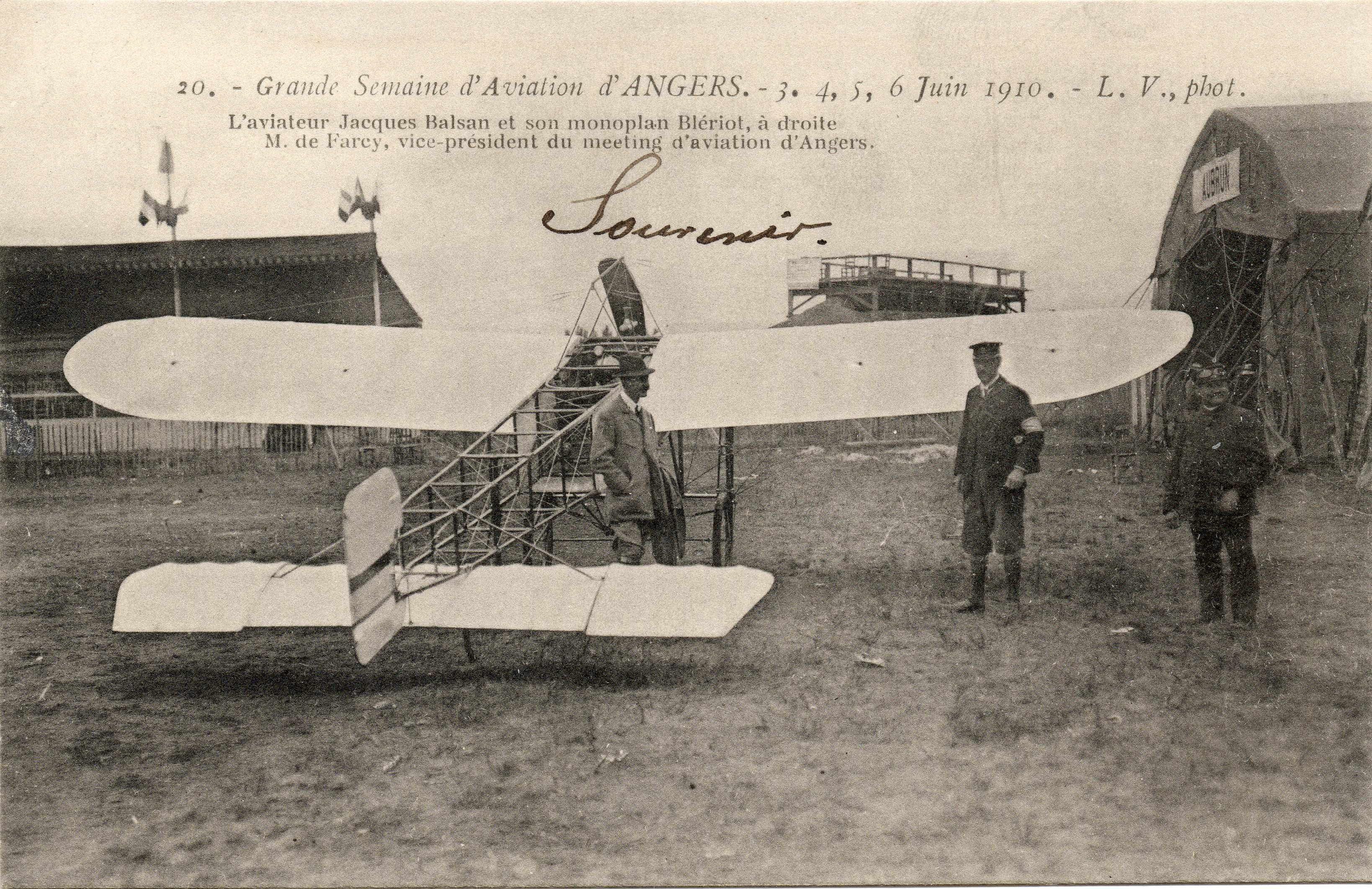
Jacques Balsan et son monoplan Blériot, lors de la grande semaine d'aviation d'Angers (3-6 juin 1910).